# Linquan
Linquan  léase Lin-Chuán (en chino simplificado, 临泉县; pinyin, Línquán xiàn; literalmente, ‘cerca del [río] Quan «primavera»’) es un condado bajo la administración directa de la ciudad-prefectura de Fuyang en la provincia de Anhui, al este de la República Popular China. La región yace en el noroeste de la provincia, cerca del río Huai y de la frontera con la provincia de Henan. Su área es de 1838 km² y su población para 2010 fue de 1,54 millones de habitantes.

## Administración
El condado de Linquan se divide en 28 pueblos que se administran en 5 subdistritos, 21 poblados y 2 villas.